# Saint-Clair (Vienne)
Saint-Clair ist eine französische Gemeinde mit 205 Einwohnern (Stand 1. Januar 2022) im Département Vienne in der Region Nouvelle-Aquitaine (vor 2016 Poitou-Charentes); sie gehört zum Arrondissement Châtellerault und zum Kanton Loudun (bis 2015 Kanton Moncontour). Die Einwohner werden Saint-Clairois genannt.

## Geographie
Saint-Clair liegt etwa 38 Kilometer nordnordwestlich von Poitiers. Umgeben wird Saint-Clair von den Nachbargemeinden Martaizé im Norden, Aulnay im Nordosten, La Chaussée im Osten, Saint-Jean-de-Sauves im Süden sowie Ouzilly im Westen und Nordwesten.

## Bevölkerungsentwicklung
| Jahr                      | 1962 | 1968 | 1975 | 1982 | 1990 | 1999 | 2006 | 2013 |
| Einwohner                 | 339  | 298  | 268  | 238  | 208  | 188  | 200  | 203  |
| Quelle: Cassini und INSEE |      |      |      |      |      |      |      |      |

## Sehenswürdigkeiten
- Kirche Saint-Clair-le-Grand